# هنري مورغينتالر
كان هينيك (هنري) مورغينتالر الذي ولد في 19  مارس 1923 - وتوفي في 29 مايو 2013 طبيباً كنديًا من أصل بولندي يهودي ومناصرًا مؤيدًا لحركات حق الإجهاض، خاض العديد من المعارك القانونية التي تهدف إلى توسيع حقوق الإجهاض في كندا. سُجن مورغينتالر عندما كان شابًا خلال الحرب العالمية الثانية، في حي لودو اليهودي، ثم في معسكر داكاو للاعتقال.
بعد الحرب، هاجر مورغينتالرإلى كندا ودخل أجواء الممارسة الطبية ليصبح واحدًا من أوائل الأطباء الكنديين الذين يقومون بإجراء عمليات استئصال الأسهر، وإدخال أجهزة داخل الرحم، وتوفير حبوب منع الحمل للنساء غير المتزوجات. افتتح أول عيادة للإجهاض في عام 1969 في مونتريال، متحديًا ما اعتبره قانونًا ظالمًا يفرض قيودًا مرهقة على النساء اللائي يسعين إلى الإجهاض. كان أول طبيب في أمريكا الشمالية يستخدم الشفط بالتخلية، وذهب لفتح عشرين عيادة وتدريب أكثر من مئة طبيب. تحدى مورغينتالر دستورية قانون الإجهاض الفيدرالي مرتين، خسر المرة الأولى في عام 1975، ولكنه فاز للمرة الثانية، في مورغينتالر ضد آر في عام 1988.
مُنح مورغينتالر في عام 2008 وسام كندا «لالتزامه بزيادة خيارات الرعاية الصحية للنساء، وجهوده المصممة للتأثير على السياسة العامة الكندية وقيادته في منظمات الحريات الإنسانية والمدنية». توفي مورغننتالر عن عمر يناهز 90 عامًا جراء نوبة قلبية.

## الحياة
وُلد مورغينتالر في وودج في بولندا، على بعد حوالي 120 كم (75 ميل) جنوب غرب وارسو، لوالديه جوزيف وجولدا مورغينتالر. قبل الحرب العالمية الثانية، كان والد مورغينتالر نشطًا في رابطة العمل اليهودي في بولندا. أثناء الاحتلال الألماني لبولندا، أُنشئ حي يهودي في لودز ولم يُسمح لليهود بمغادرته. قُتل والد مورغينتالر على يد الجستابو، بينما عاش هنري مع والدته وشقيقه الأصغر في حي اليهود ليتزمانشتات مع 164000 آخرين. كانت أخته قد غادرت إلى وارسو مع زوجها قبل بدء الحرب. وكانت مسجونة هناك في حي اليهود في وارسو، وشاركت في انتفاضة حي اليهود في وارسو. قُتلت في معسكر إبادة تريبلينكا.
عندما قام الألمان بمداهمة الحي اليهودي في لودز بمساعدة شرطة الحي اليهودي، اختبأت عائلات الروزنفاربز والمورغينتالرز (جولدا وابناؤها هنري وأبراهام) مع أسرتين في غرفة مع باب مخفي بواسطة خزانة. عُثر عليهم بعد يومين من الاختباء، في 23 أغسطس 1942 ورُحلوا إلى معسكر اعتقال أوشفيتز. لم يرَ الأولاد والدتهم مرة أخرى: توفيت جولدا في أوشفيتز. في 27 أغسطس، اقتيد هنري وأبراهام إلى لاندسبراغ، معسكر اعتقال داكاو، حيث بقي الاثنان حتى نهاية الحرب. في فبراير 1943، أُرسل هنري إلى كاوفرينغ (معسكر تابع لمعسكر الاعتقال داكاو). بحلول نهاية الحرب، كان في خليج كرانك، حيث حُرر أخيرًا من قبل الجيش الأمريكي في 29 أبريل 1945. بعد إطلاق سراحه في سن 22، كان هنري يزن 32 كجم (70 رطلاً) فقط. دخل مستشفى المشردين في لاندسبيرج. ونُقل بعد بضعة أشهر إلى مستشفى في سانت أوتيلين، ومن هناك مع أبراهام إلى فيلدافينج، وهو معسكر للمشردين، في بافاريا.

### بعد الحرب
هاجر في عام 1946 إلى الولايات المتحدة. وشق هنري طريقه في عام 1947 إلى بروكسل في بلجيكا، حيث انضم إلى أصدقاء روزنفربس. لأنهم لم يكونوا في بلجيكا بشكل قانوني، فقد طُلب منه هو وخطيبته تشافا روزنارب الهجرة. وصفت أخت شافا (هينيا رينهارتز) في مذكراتها،«القطع والقطع» الظروف الاقتصادية القاسية بينما كانت العائلة وهنري يعيشون في بروكسل. إحدى الصور توضح هينيا وشافا وأمهم يرتدون معاطفًا مصنوعة من بطانيات تبرع بها المعهد. في عام 1949 تزوج هنري وشافا. غادروا أوروبا في فبراير 1950، وأبحروا إلى كندا.
استقر الزوجان في مونتريال، حيث استأنفت شافا مهنتها بالكتابة. ولد طفلهم الأول «غولدي» بعد عدة أشهر. وكان طفلهما الثاني أبراهام. كان هنري -باعترافه الخاص- زير نساء فخور بنفسه. انتهى زواجهم بالطلاق في منتصف السبعينيات. توفيت شافا في 30 يناير 2011.

## الحياة السياسية
خاض مورغينتالر الانتخابات الفيدرالية في عام 1972 في سباق سانت دينيس كمرشح مستقل، وحصل على المركز الرابع بحصوله على 1509 صوتًا.

## المسيرة المهنية
تلقى مورغينتالر تعليمه الطبي من جامعة مونتريال، وتخرج عام 1953. بعد حصوله على الجنسية الكندية، مارس الطب في الطرف الشرقي من مونتريال. بدأ كممارس عام في عام 1955 ولكنه تخصص بشكل متزايد في تنظيم الأسرة، إذ أصبح أحد الأطباء الكنديين الأوائل الذين يقومون بإجراء عمليات استئصال الأسهر، وإدخال الأجهزة داخل الرحم، وتوفير حبوب منع الحمل للنساء غير المتزوجات.

في 19 أكتوبر 1967، قدم ملخصًا نيابة عن الرابطة الإنسانية لكندا أمام لجنة الصحة والرعاية الاجتماعية التابعة لمجلس العموم والتي كانت تحقق في قضية الإجهاض غير القانوني. ذكر موريغننتالر أنه يجب أن يكون للمرأة الحق في الإجهاض الآمن. فاجأه رد الفعل على شهادته العلنية: بدأ يتلقى مكالمات من نساء يرغبن في الإجهاض. كتب روبرت مالكولم كامبل وليزلي ألكساندر بال، «عانى هنري مورغينتالر من قيود قانون الإجهاض مباشرة في دعاء النساء اليائسات اللائي زرن مكتبه في مونتريال».  كان رد مورغينتالر الأولي هو الرفض:
«لم أكن أتوقع سلسلة الطلبات هذه ولم أكن أدرك حجم المشكلة، ولكني أجبت بكل إنسانية:أتعاطف معك، وأعرف مشكلتك، ولكن القانون لن يسمح لي بمساعدتك. إذا ساعدتك، سأذهب إلى السجن، وسأفقد حق ممارستي للمهنة/ لدي زوجة وطفلان. أنا آسف، لكنني لا أستطيع!»
ولفترة من الوقت، كان بإمكانه إحالة النساء إلى طبيبين آخرين قاما بالإجهاض، لكنهما أصبحا غير متاحين. لم يكن هناك من يمكنه إرسالهم إليه، وكان بعضهم ينتهي بهم المطاف في قسم الطوارئ بعد عمليات الإجهاض التي يقوم بها الهواة. قال إنه شعر نفسه جبانًا لإرسالهم بعيدًا والتنصل من مسؤولياته. في النهاية، على الرغم من المخاطر التي قد يتعرض لها -مثل فقد حياته المهنية أو السجن لسنوات أو مدى الحياة- قرر إجراء عمليات الإجهاض وتحدي القانون في الوقت نفسه. كان يعلم من أطباء آخرين ومن تقارير صحفية أن النساء في مونتريال توفين بسبب الإجهاض غير الكفء. كان يعلم أن النساء عازمات على إجراء عمليات الإجهاض على الرغم من الخطر على صحتهن وحياتهن. كان يعلم أنه قادر على منع هذه الوفيات غير الضرورية. ولذا فقد صمم على استخدام العصيان المدني لتغيير القانون.
تخلى مورغينتالر في عام 1968 عن ممارسته الأسرية وبدأ في إجراء عمليات الإجهاض في عيادته الخاصة. في ذلك الوقت، كان الإجهاض غير قانوني باستثناء الحالات التي يهدد فيها استمرار الحمل حياة المرأة الحامل. أجاز تعديل على القانون الجنائي الإجهاض في كندا في 26 أغسطس 1969 إجراء الإجهاض في حال أُجري في مستشفى وبعد موافقة لجنة الإجهاض العلاجي. ومع ذلك، لم يكن هناك أي شرط لإنشاء مستشفى لجنة ولم يقتصر الأمر سوى على ثلث المستشفيات فقط، ما ترك العديد من المناطق دون وجود إجهاض قانوني، الأمر الذي أجبر النساء على السفر والتعرض للحوادث والتأخير. لم تلتق بعض اللجان قط. وحتى لو فعلوا ذلك، فإنهم لم يختبروا «صبرهم» فحسب بل كان مصيرهم يتحدد بآراء شخصية. بالإضافة إلى ذلك، لم يكن هناك استئناف لقرار «تي-إيه-سي». في الواقع، كان النظام غير عادل بشكل كبير. ظلت عمليات الإجهاض التي يقوم بها مورغينتالر غير قانونية بموجب هذا القانون الجديد لأنه لم يكن يقدم طلبات إلى «تي-إيه-سي» من أجل الموافقة عليها، ولكنها أصبحت قانونية بعد ذلك في عام 1988، عندما تبين أن المادة 251 من القانون الجنائي (المعروفة الآن باسم المادة 287) غير دستورية.
بعد أن توقفت كيبيك عن مقاضاته في عام 1976، افتتح مورغينتالير عيادة للإجهاض في أونتاريو. على الرغم من الملاحقات القضائية، تتبعها افتتاح عيادات أخرى في ولايات أخرى. في عام 2003، كان قادرًا على إغلاق عيادات هاليفاكس لأن الطبيب الذي دربه كان يقوم بإجراء عمليات الإجهاض في مستشفى محلي، مركز «كوي» للعلوم الصحية.
في عام 2006، كان على مورغينتالير أن يتوقف عن إجراء عمليات الإجهاض بعد خضوعه لعملية جراحية في القلب. ومع ذلك، واصل الإشراف على عياداته الست الخاصة.